# Wierzbowo (Mrągowo)
Wierzbowo [vjɛʐˈbɔvɔ] (deutsch Wiersbau, 1938 bis 1945 Lockwinnen) ist ein Dorf in der polnischen Woiwodschaft Ermland-Masuren. Es gehört zur Gmina Mrągowo (Landgemeinde Sensburg) im Powiat Mrągowski (Kreis Sensburg).

## Geographische Lage
Wierzbowo liegt am Südufer des Wiersbausees (1938 bis 1945 Lockwinner See, polnisch Jezioro Wierzbowskie) in der südlichen Mitte der Woiwodschaft Ermland-Masuren, sieben Kilometer südöstlich der Kreisstadt Mrągowo (deutsch Sensburg).

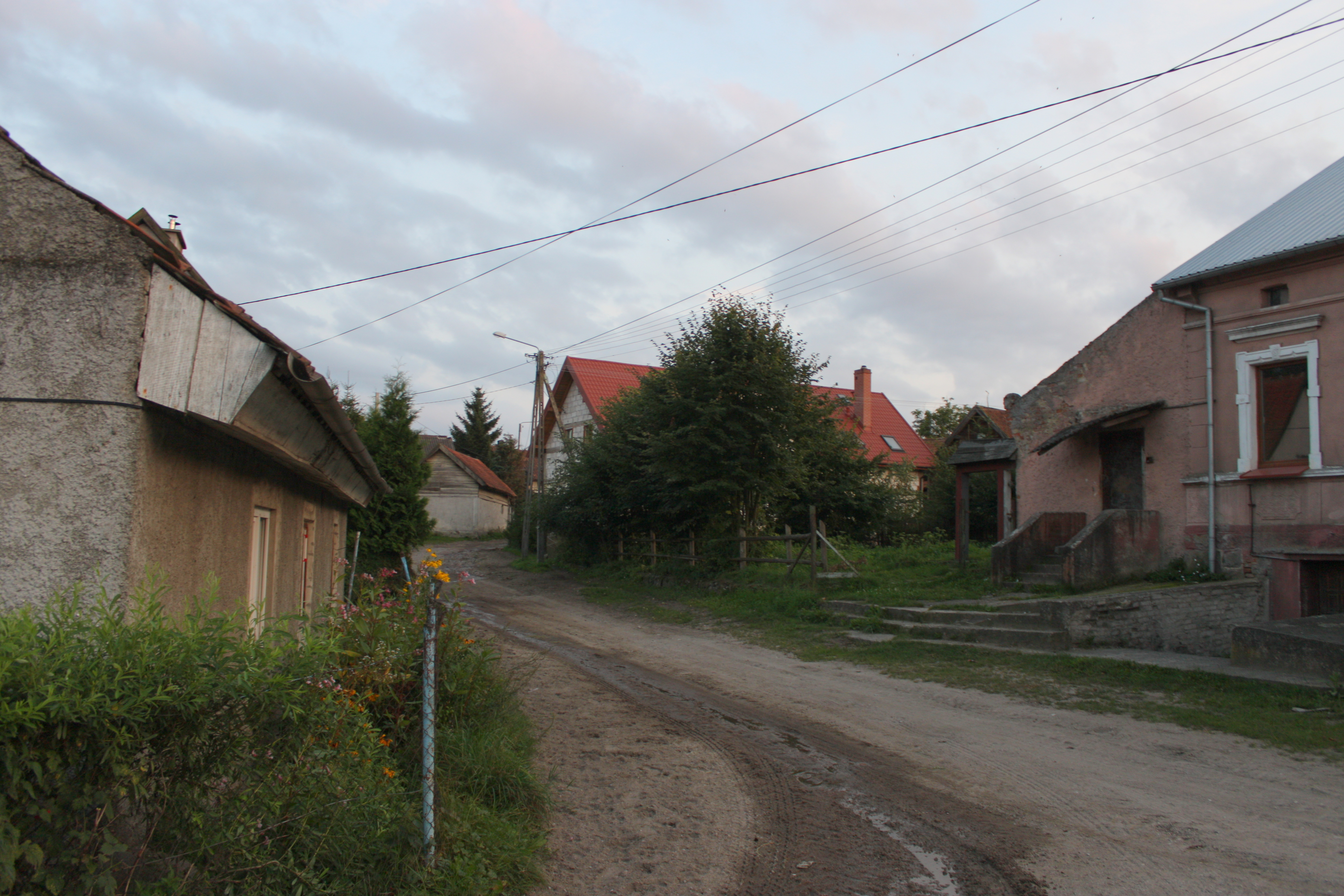
Dorfstraße in Wierzbowo

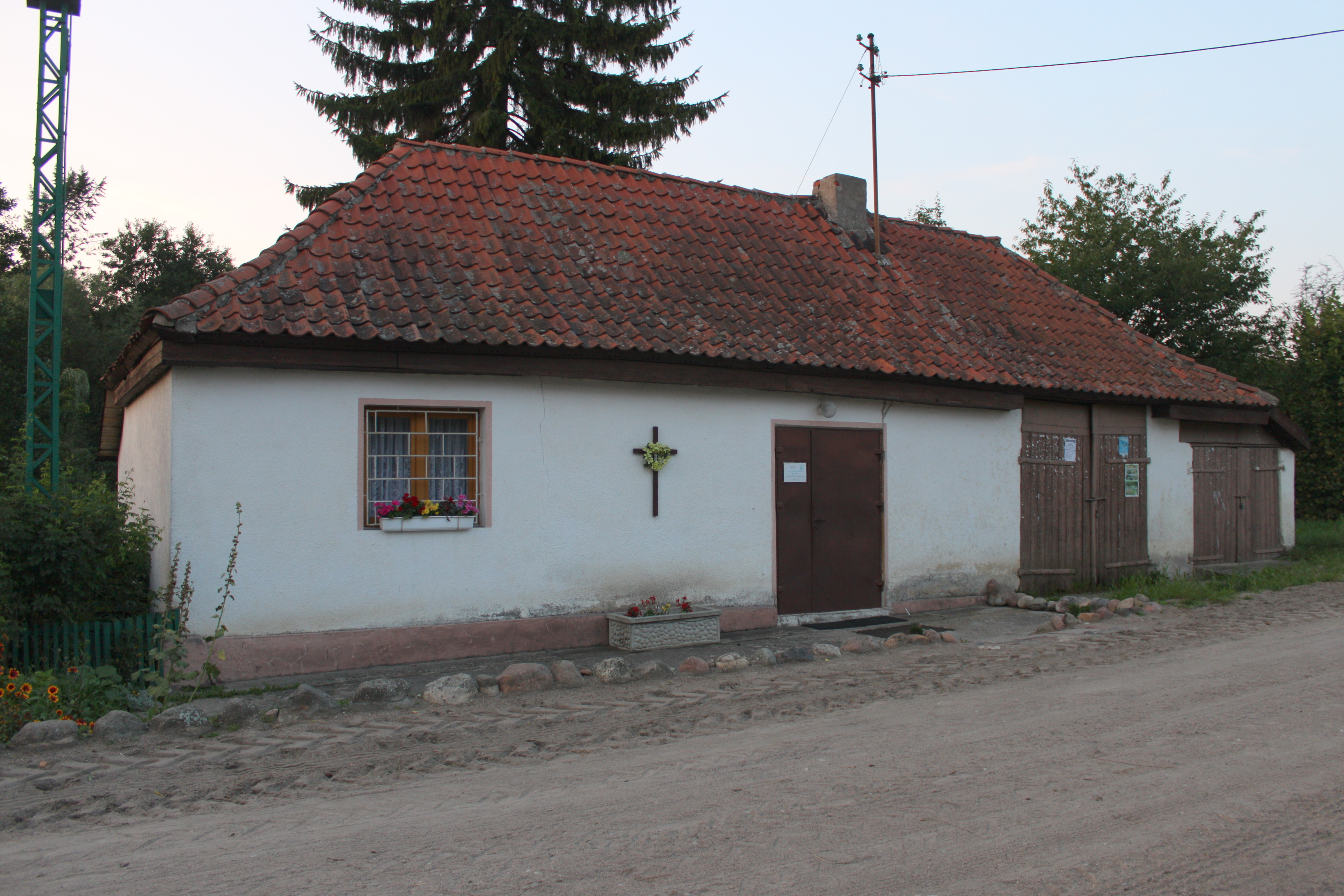
Wohngebäude in Wierzbowo

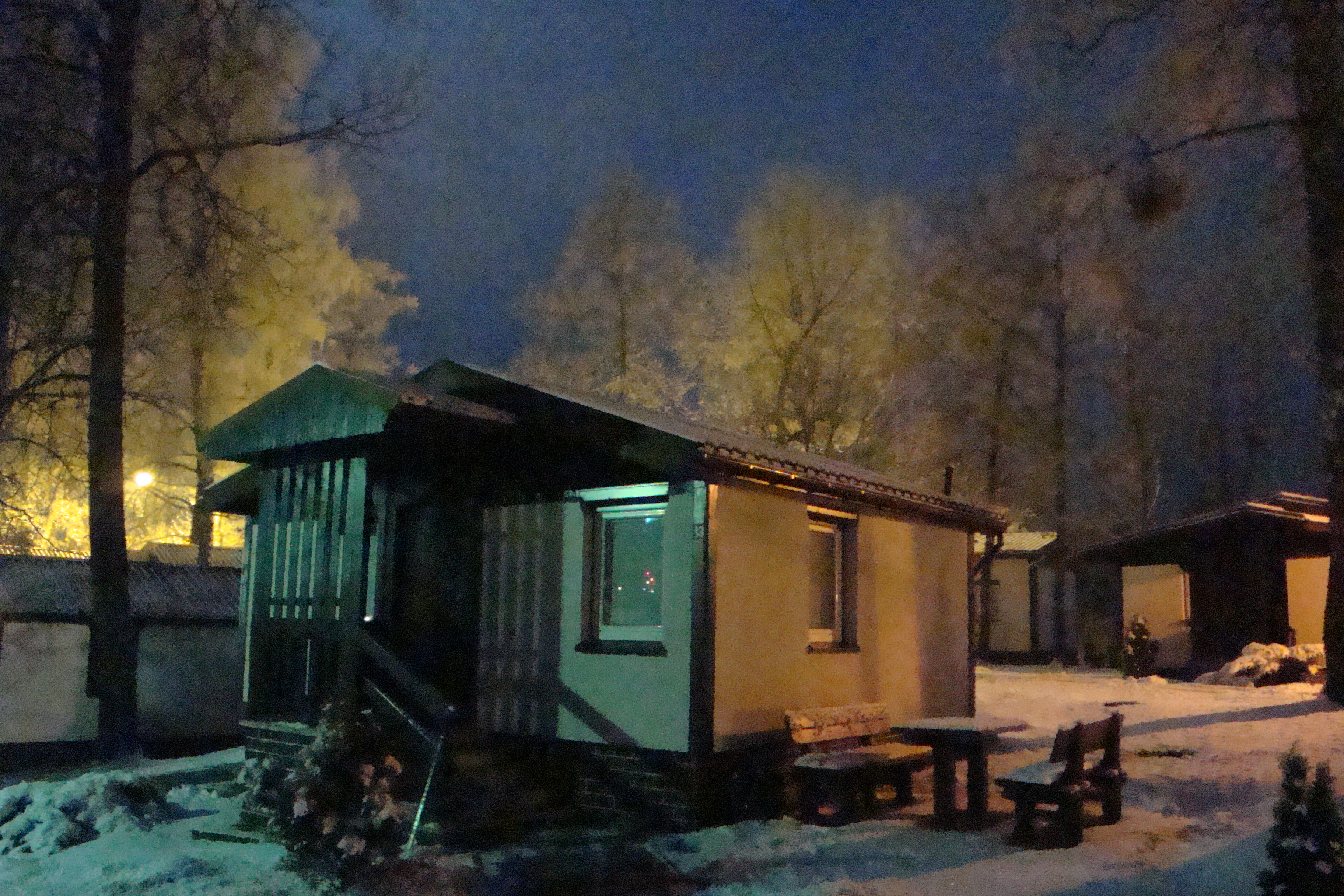
Gartenhaus im winterlichen Wierzbowo

## Geschichte
Das nach 1470 Wierspaun und bis 1938 Wiersbau genannte Dorf wurde um 1470 gegründet und wurde 1785 als ein adliges Dorf mit 19 Feuerstellen erwähnt. Zwischen 1874 und 1945 war es in den Amtsbezirk Proberg (polnisch Nowy Probark) eingegliedert, der zum Kreis Sensburg im Regierungsbezirk Gumbinnen (ab 1905: Regierungsbezirk Allenstein) der preußischen Provinz Ostpreußen gehörte. 
Aufgrund der Bestimmungen des Versailler Vertrags stimmte die Bevölkerung in den Volksabstimmungen in Ost- und Westpreussen am 11. Juli 1920 über die weitere staatliche Zugehörigkeit zu Ostpreußen (und damit zu Deutschland) oder den Anschluss an Polen ab. In Wiersbau stimmten 20 Einwohner für den Verbleib bei Ostpreußen, auf Polen entfielen keine Stimmen.
Am 30. September 1928 wurde der Nachbarort Bieberstein (polnisch Wólka Baranowska) in die Gemeinde Wiersbau eingemeindet, die 1938 aus politisch-ideologischen Gründen der Abwehr fremdländisch klingender Ortsnamen in „Lockwinnen“ umbenannt wurde.
Lockwinnen wurde 1945 in Kriegsfolge mit dem gesamten südlichen Ostpreußen an Polen überstellt und erhielt die polnische Namensform „Wierzbowo“. Heute ist der Ort Sitz eines Schulzenamtes (polnisch Sołectwo) und somit eine Ortschaft im Verbund der Gmina Mrągowo (Landgemeinde Sensburg) im Powiat Mrągowski (Kreis Sensburg), bis 1998 der Woiwodschaft Olsztyn (Allenstein), seither der Woiwodschaft Ermland-Masuren zugehörig.

### Einwohnerentwicklung
| Jahr | Anzahl |
| ---- | ------ |
| 1867 | 282    |
| 1885 | 299    |
| 1905 | 271    |
| 1910 | 283    |
| 1933 | 373    |
| 1939 | 282    |
| 2011 | 214    |

## Religion

### Evangelische Kirche
Bis 1945 war Wiersbau (Lockwinnen) in das evangelische Kirchspiel-Land der Pfarrkirche in Sensburg in der Kirchenprovinz Ostpreußen der Kirche der Altpreußischen Union eingegliedert. Auch heute noch besteht der Bezug zum jetzt St.-Trinitatis-Kirche genannten Gotteshaus in der Kreisstadt, das nun allerdings zur Diözese Masuren der Evangelisch-Augsburgischen Kirche in Polen gehört.

### Katholische Kirche
Katholischerseits war das Dorf vor 1945 in die St.-Adalbert-Kirche in Sensburg eingepfarrt, die dem damaligen Bistum Ermland zugeordnet war. Auch heute besteht der Bezug zur Kreisstadt, jetzt allerdings im neu formierten Erzbistum Ermland in der polnischen katholischen Kirche geklegen.

## Verkehr

### Straßen
Trotz seiner Lage abseits vom Verkehrsgeschehen ist Wierzbowo günstig über eine Nebenstraße zu erreichen, die südlich von Mrągowo von der Landesstraße 59 abzweigt und bis nach Wólka Baranowska (Bieberstein) führt.

### Schienen
Wierzbowo hat heute keinen Anschluss an das Eisenbahnnetz mehr. Zwischen 1898 und 1945 war das Dorf Bahnstation an der Bahnstrecke Sensburg–Rudczanny/Niedersee, die jedoch in Kriegsfolge stillgelegt und zum größten Teil abgebaut worden ist.